# Brian Beyer
Brian Beyer (* 15. Oktober 1996) ist ein französischer Fußballspieler. Der Stürmer steht derzeit beim FC Winterthur unter Vertrag.

## Spielerkarriere
Brian Beyer stammt aus dem elsässischen Département Haut-Rhin. In seiner Jugend und frühen Karriere spielte er bei mehreren elsässischen Amateurvereinen und arbeitete daneben in diversen Berufen.
Anfang 2019 ging er in die Schweiz und schloss sich dort dem Viertligisten FC Bassecourt an, wo ihm bis zum Saisonende in elf Spielen neun Tore gelangen. Nach einem halben Jahr folgte er seinem dortigen Trainer Anthony Sirufo zum Ligakonkurrenten FC Biel-Bienne. Dort wurde er ebenfalls auf Anhieb Stammspieler und in den beiden folgenden Spielzeiten, die aufgrund der COVID-19-Pandemie jeweils vorzeitig abgebrochen werden mussten, jeweils der beste Torschütze seiner Mannschaft. 2021 stieg er mit dem Verein in die Promotion League auf, wo ihm in der darauf folgenden Saison 2021/22 in den 18 Spielen bis zur Winterpause erneut sieben Tore gelangen.
Anfang 2022 verpflichtete ihn der Zweitligist FC Yverdon-Sport, bei dem Beyer im Alter von 25 Jahren seinen ersten Profivertrag unterzeichnete. Nach einigen Einsätzen als Einwechselspieler zu Beginn konnte er sich dort im Laufe der Rückrunde als Stammspieler durchsetzen und wurde einer der Leistungsträger der Mannschaft. In der Saison 2022/23 trug er gemeinsam mit seinem Sturmpartner Koro Koné als einer der beiden besten Torschützen der Mannschaft mit jeweils 12 Toren zum Aufstieg des Vereins in die Super League bei. Doch nach dem Aufstieg kam er bis zur Winterpause in nur sechs Ligaspielen zum Einsatz und wechselte daraufhin im Januar 2024 zurück nach Frankreich zum Zweitligisten FC Annecy. Ein halbes Jahr später wechselte er nach Deutschland zum VfL Osnabrück in die 3. Liga. Bereits in der Winterpause 2024/25 verließ er den Verein wieder und kehrte bis zum Ende der Saison zum FC Biel-Bienne in der Schweizer Promotion League zurück. Mit dem Drittligisten gelang es Beyer im Juni 2025, ins Finale des Schweizer Cups einzuziehen, in dem man jedoch dem FC Basel unterlag.
Zur anschließenden Spielzeit 2025/26 verpflichtete ihn der Superligist FC Winterthur.

## Erfolge
- Aufstieg in die Super League: 2023 (Yverdon Sport FC)
- Aufstieg in die Promotion League: 2021 (FC Biel-Bienne)